# Jean-Ezechiel De Bruyn
Jean-Ezechiel De Bruyn (Dendermonde, 1809 - 1889) was een handelaar en industrieel. Hij was de vader van Léon De Bruyn en Edmond de Bruyn.

## Levensloop
In 1836 richtte De Bruyn een olieslagerij-rosmolen op in Sint-Gillis-bij-Dendermonde. De olieslagerij werd in 1857 overgebracht naar Dendermonde, waar in de Dijkstraat en in de Wijngaardstraat kokosnoten en oliehoudende zaden tot olie werden geperst en uiteindelijk werden verwerkt tot margarine. 
Na zijn dood stichtten zijn  zonen Leon De Bruyn en Edmond De Bruyn in 1893 een nieuwe fabriek in Baasrode, de Usine Saint-Antoine, omdat de grondstoffen er gemakkelijker langs de Schelde konden worden aangevoerd. Het gebouw van de stoomolieslagerij te Baasrode bestaat nog steeds en is opgenomen in de vastgestelde inventaris van het bouwkundig erfgoed. De olieslagerij van De Bruyn in Baasrode groeide in de 20ste eeuw uit tot de "compagnie réunies des raffineries du congo belge et savonneries lever freres", een van de belangrijkste bedrijven langs de Schelde.